# Temporary Secretary
Temporary Secretary (englisch für „Sekretärin auf Zeit“) ist ein Lied des britischen Musikers Paul McCartney, das 1980 als Single A-Seite veröffentlicht wurde. Komponiert wurde es von Paul McCartney.

## Hintergrund
Paul McCartney nahm in seinen Heimstudios in Peasmarsh (Sussex) und High Park Farm (Schottland) während des Sommers 1979 auf. McCartney spielte sämtliche Instrumente und war für die Produktion verantwortlich. Er kehrte damit zu einer Arbeitsweise zurück, die er bei der Aufnahme seines ersten Soloalbums McCartney praktiziert hatte. Der weitgehend atonale Gesang und der sich wiederholende Refrain von Temporary Secretary unterstrichen den experimentellen Charakter des Albums.
Temporary Secretary wurde aus der Sicht eines Mannes geschrieben der eine Zeitarbeitsfirma bittet ihm eine Sekretärin zu schicken, ein Thema, das von den schreibmaschinenartigen rhythmischen Effekten von Synthesizer, Gitarre und Schlagzeug inspiriert ist. McCartney beschrieb den Klang später als eine „Weltraumschreibmaschine“. Der Mittelteil soll laut Aussage von McCartney von Ian Dury beeinflusst worden sein. Der Mr. Marks des Textes bezog sich auf den Gründer der Alfred Marks Agency, einer britischen Personalvermittlungsfirma, die Büropersonal für Unternehmen zur Verfügung stellte. Die Agentur bewarb sich daraufhin, den Song in einer Werbekampagne zu verwenden, aber die Bitte wurde von McCartney abgelehnt.
Das Frontcover wurde von Jeff Cummins von Hipgnosis gezeichnet und zeigt eine Sekretärin, die auf dem Schoß von Paul McCartney sitzt. Auf der Rückseite ist ein Foto von McCartney zu sehen, das von David Thorpe aufgenommen wurde.
Temporary Secretary erschien ausschließlich in Großbritannien auf einer auf 25.000 Exemplare limitierten 12″-Vinyl-Single, diese war innerhalb 16 Stunden ausverkauft. Temporary Secretary ist die dritte Singleauskopplung aus dem Album McCartney II und konnte sich in Großbritannien nicht platzieren.
Im Jahr 2014 wurde Temporary Secretary von Kritikern des NME-Magazins auf Platz 167 der besten Songs aller Zeiten gewählt. Paul McCartney spielte Temporary Secretary erst an einigen Konzertterminen während seiner Out There-Tour 2015 und an einigen Terminen während seiner One on One-Tour 2016–2017 live.
McCartney schrieb in seinem 2021er Buch The Lyrics: 1956 to the Present zum Text des Liedes: „Könntest du heute so einen Song schreiben, mit MeToo? Ich bezweifle es, und ich würde es auch nicht wollen. Aber dies war eine andere Zeit, und die Welt hat sich seitdem zu Recht weiterentwickelt. Heute würden Sie, wenn überhaupt, zweimal überlegen, bevor Sie vorschlagen, dass Sie die Sekretärin oder den Assistenten bis spät in die Nacht behalten möchten. Eine gute Sache an diesem Song ist jedoch, dass es nichts offen Sexuelles gibt, es ist einfach sehr augenzwinkernd.“

## Aufnahme
Temporary Secretary wurde von Paul McCartney im Juni und Juli 1979 in seinen Heimstudios High Park Farm, Peasmarsh, Sussex und Spirit Of Ranachan Studio, Campbeltown mit ihm als Produzenten aufgenommen. McCartney war ebenfalls Toningenieur der Aufnahmen. Die Abmischung mit dem Toningenieur Eddie Klein erfolgte im September 1979 in den Londoner Abbey Road Studios.
Besetzung:
- Paul McCartney: Gesang, Akustikgitarre, Bassgitarre, Keyboard, Synthesizer, Sequencer, Schlagzeug

## Coverversionen
Es gibt über 10 Coverversionen von Temporary Secretary.

## Veröffentlichung
- Am 16. Mai 1980 wurde das Album McCartney II veröffentlicht, das Temporary Secretary enthält.
- Am 12. September 1980 erschien exklusiv in Großbritannien die Single Temporary Secretary / Secret Friend[6] als 12″-Vinyl-Maxi-Single. Die B-Seite enthielt ein bis dato unveröffentlichtes Lied von den McCartney II-Aufnahmesessions. In Großbritannien wurde zudem eine einseitig abspielbare 7″-Vinyl-Promotionsingle hergestellt.[7]
- Im Dezember 2003 wurde eine auf 500 Exemplaren limitierte einseitige 12″-Vinyl-Single hergestellt, die eine 7:25-minütige Abmischung von DJ Slave enthält. Der Slave-Remix von Temporary Secretary wurde 2004 erneut auf der UNCUT Magazin-CD Paul McCartney – Something For The Weekend... Paul McCartneys Glastonbury Groove veröffentlicht, allerdings als kürzere Version (6:18).[8]
- Am 13. Juni 2005 wurde das Album Twin Freaks veröffentlicht, das eine remixte Version von Temporary Secretary enthält.
- Temporary Secretary erschien am 10. Juni 2016 auf dem Kompilationsalbum Pure McCartney (Vier CD-Version).
- Am 2. Dezember 2022 wurde die Singlebox The 7″ Singles Box veröffentlicht, die auch Temporary Secretary enthält.